# Donald Lynden-Bell
Donald Lynden-Bell (ur. 5 kwietnia 1935 w Dover, zm. 5 lutego 2018) – brytyjski astronom i astrofizyk, były prezes Królewskiego Towarzystwa Astronomicznego.

## Życiorys
Wykształcenie zdobył na Uniwersytecie w Cambridge. Przez wiele lat pracował w Institute of Astronomy w Cambridge, był jego pierwszym dyrektorem. Znany był ze swoich teorii mówiących, że w centrach galaktyk znajdują się olbrzymie czarne dziury. Był członkiem grupy astronomów określanych jako „siedmiu samurajów” (David Burstein, Roger Davies, Alan Dresser, Sandra Faber, Donald Lynden-Bell, Robert J. Terlevich, Gary Wegner), którzy postulowali istnienie Wielkiego Atraktora, czyli olbrzymiego skupiska galaktyk, które wpływa na ruch naszej Galaktyki i całej Supergromady Lokalnej.
Został laureatem Medalu Eddingtona (1984), Złotego Medalu Królewskiego Towarzystwa Astronomicznego (1993) i Bruce Medal (1998). W roku 2000 otrzymał nagrodę Henry Norris Russell Lectureship przyznaną przez American Astronomical Society. Na jego cześć nazwano asteroidę (18235) Lynden-Bell.